# Dieter Keller (Verleger)
Dieter Keller (geb. 1909 in Stuttgart; gest. 1985 ebenda) war ein deutscher Verleger, Fotograf, Druckereileiter und Kunstsammler.

## Lebensweg
Dieter Keller war ein Sohn des Stuttgarter Verlegers Walther Keller (1864–1952) und seiner Ehefrau Paula, geb. Regensberg (1875–1957). Walther Keller war Mitinhaber der Franckh'schen Verlagshandlung, des späteren Kosmos-Verlags. Dort arbeitete Dieter Keller zeitweilig als Herstellungsleiter. Sein jüngerer Bruder Rolf Keller (1916–1987) trat im Jahr 1948 in das väterliche Unternehmen, die Franckh'sche Verlagshandlung W. Keller & Co., ein, die er von 1950 bis zu seinem Tod 1987 leitete.
Dieter Keller sammelte moderne Kunst. Mit dem Bauhaus-Künstler Oskar Schlemmer verband ihn eine enge Freundschaft; er pflegte auch freundschaftlichen Kontakt zu Willi Baumeister, Marcel Duchamp, Alexej von Jawlensky, Ida Kerkovius und anderen namhaften Künstlern der Moderne.
Dem nationalsozialistischen Regime, das seinen Freund Oskar Schlemmer als „Kulturbolschewisten“ schmähte, stand Keller nicht nah. Keller gehörte zu einem Kreis Stuttgarter Kunstfreunde, die sich der völkischen Kulturpolitik des Nationalsozialismus zum Trotz weiterhin zur Moderne bekannten. Zu diesem Kreis zählten neben vielen Künstlern auch der Rechtsanwalt Arnulf Klett (1905–1974), der 1945 von der französischen Militärverwaltung zum ersten Oberbürgermeister Stuttgarts bestellt wurde, sowie der Kunstsammler Hugo Borst (1881–1967), ein Neffe von Robert Bosch und kaufmännischer Direktor der Robert Bosch GmbH Stuttgart, der unbeirrt weiter junge Kunst kaufte, gleichgültig, ob diese von den Nationalsozialisten als „entartet“ verfemt wurde oder nicht. Keller sammelte nicht nur moderne Kunstwerke, sondern auch alte Hinterglasbilder. Er schätzt die von den Nationalsozialisten gedemütigten, geschmähten und verbotenen Maler wie August Macke, Paul Klee und Adolf Hölzel. Seinem Freund Oskar Schlemmer erteilt Keller den Auftrag, eine etwa 2,20 × 4,50 Meter große Wand im Wohnzimmer seines Hauses im Knappenweg 31 in Stuttgart-Vaihingen zu gestalten. Schlemmer erstellte etliche Entwürfe und führte schließlich einen davon in der Zeit vom 19. bis 24. Juli 1940 aus. Zu der Zeit, in der Oskar Schlemmer im Haus Dieter Keller das Wandbild malte, also 1940, war Dieter Keller bereits verheiratet; seine Frau hieß Martha Keller-Schenk und erwartete ein Kind. Der Sohn Christian Keller wurde im Knappenweg geboren.
Spätestens im Januar 1941 wurde Keller zur Wehrmacht eingezogen. Er war zunächst in Polen, nahe der Grenze zur Sowjetunion, eingesetzt. Es sind nicht viele Details zu Dieter Kellers Kriegsdienst bei der Wehrmacht überliefert. 1941/42 war er an der Ostfront im Einsatz, Er war offenbar mit Verwaltungsaufgaben betraut. Soweit bisher bekannt ist, war Kellers Truppeneinheit überwiegend im Grenzgebiet zwischen Russland, Weißrussland und der Ukraine eingesetzt.
Keller fotografierte mit einem sowjetischen Leica-Nachbau, einer sogenannten Fedka. Im Kriegsgebiet zu fotografieren war nur offiziellen Bildberichterstattern erlaubt, aber zahlreiche erhalten gebliebene private Alben mit Fotos aus dem Militäralltag belegen, dass etliche deutsche Soldaten das Verbot privater Fotografien übertraten. Keller hinterließ etwa 200 Photographien, die er während seiner Zeit als Soldat aufgenommen hatte. Seine Aufnahmen zeigen – neben Landschaft, Dörfern und Personen aus der einheimischen Bevölkerung – vor allem die Zerstörungen des Krieges, die deformierten Körper gefallener Soldaten und toter Zivilisten sowie Tierkadaver. Dieter Keller benutzt die Mittel der seriellen Fotografie, um filmisch anmutende Bildsequenzen zu erzeugen.
Dieter Keller wurde 1942 von der Ostfront in den Westen versetzt und war dort als Dolmetscher in Italien tätig.
Dieter Keller hat seine im Kleinbildformat aufgenommenen Fotografien erst nach dem Krieg entwickeln und vergrößern können. Von rund 200 seiner Negative fertigte Keller daheim in Vaihingen selbst Vergrößerungen im Format 18 × 24 cm an. Der Gesamtbestand an Negativen aus dieser Zeit ist unglücklicherweise im Jahr 1958 durch Selbstentzündung des Zelluloidfilms verbrannt. Die etwa 200 erhalten gebliebenen Abzüge sind daher Unikate.
Kellers umfangreicher Feldpostbriefwechsel liegt in der Staatsgalerie Stuttgart.
Im Jahr 1943 wurde der Franckh-Kosmos-Verlag ausgebombt.
Nach dem Ende des Zweiten Weltkriegs führte Dieter Keller in Stuttgart den Kunstverlag KG Dieter Keller & Cie., den er auf Grund wirtschaftlicher Schwierigkeiten bald wieder aufgeben musste. Dieter Keller arbeitete später für den W. Kohlhammer Verlag in Stuttgart.
Dieter Keller wurde Geschäftsleiter der Offset-Druckerei Fricke & Co. in Stuttgart-Feuerbach, die unter anderem Schulwandbilder druckte. Bereits seit 1926 wurden die schulischen Wandbilder des Kosmos-Verlages bei der Druckerei Fricke gedruckt, an der Walther Keller vom Kosmos-Verlag Teilhaber war.
Keller engagierte sich für das Werk seines 1943 verstorbenen Freundes Oskar Schlemmer. Er beteiligte sich an der Erstellung des 1957 veröffentlichten ersten Kataloges des Gesamtwerks von Oskar Schlemmer. Im Jahr 1969 wurde auf Initiative von Dieter Keller an der Staatsgalerie Stuttgart ein Oskar-Schlemmer-Archiv gegründet.
1985, im Alter von etwa 76 Jahren, erlag Dieter Keller in Stuttgart einer Krankheit. Sein Nachlass als (Kriegs-)Fotograf wurde erst Jahrzehnte nach seinem Tod wiederentdeckt.